# Bitva náhlého plamene
Bitva náhlého plamene v sindarštině Dagor Bragollach patří mezi nejdůležitější události Prvního věku ve fiktivním světě Johna Ronalda Reuela Tolkiena. Šlo o střetnutí vojsk Temného pána Morgotha se svobodnými národy Středozemě – Noldor, Sindar a Edain. Elfové a lidé byli v bitvě drtivě poraženi a Nepříteli se tak podařilo prolomit Obklíčení Angbandu.

## Události předcházející bitvě
Po skvělém vítězství Noldor v Dagor Aglareb v roce 60 prvního věku byl Temný pán nucen stáhnout se před nimi do Angbandu, přičemž zbrojil a chystal svůj další velký útok bezmála 400 let. Toto období ostražitého míru, přerušované jen občasnými výpady Morgothových služebníků, se stalo pro elfy a nově příchozí Edain roky prosperity a blahobytu. Velekrál Fingolfin tehdy rád prohlašoval, že jinak než lstí nebo zradou se Temný pán z jejich sevření nemůže vymanit.

## Průběh bitvy
Morgoth zahájil svůj útok jedné studené, mlhavé noci roku 455. Z Thangorodrim a Železných hor začaly po nenadálých otřesech vytékat řeky ohně na pláň Ard-galen, které se rychle hnaly na jih k Dorthonionu a Ered Wethrin. Mnoho spících a překvapených elfích jezdců hlídkujících na pláni bylo upáleno zaživa, dříve než se stačili zachránit ústupem do kopců. Láva se sice zastavila o Dorthonionskou vysočinu a Ered Wethrin, ale zapálila lesy na jejich úpatí, což vneslo mezi obránce obrovský zmatek. V čele Morgothova vojska kráčel již dospělý drak Glaurung, následován balrogy a nekonečným zástupem skřetů. Nejtěžšímu náporu museli čelit Finarfinovi synové Aegnor a Angrod se svým lidem v Dorthonionu, kteří padli spolu s Pánem prvního domu Edain, Bregolasem. Bregolasův bratr Barahir s přeživšími pokračovali v boji a díky jejich hrdinství vyvázl pán Nargothrondu Finrod Felagund, který za odměnu složil přísahu trvalého přátelství Barahirovi a jeho lidu. Velekrál Fingolfin a jeho syn Fingon byli zatlačeni do své pevnosti a jen s velkými obtížemi odolali tlaku nepřítele. Při boji o jejich pevnost Eithel Sirion zemřel i pán třetího domu Edain, Hador Zlatovlasý, se svým druhorozeným synem Gundorem. Po otci pak převzal panování jeho prvorozený syn Galdor Vysoký. Na východě byla situace z pohledu Noldor nejkritičtější. Skřeti se za cenu obrovských ztrát zmocnili opevněného Aglonského průsmyku a vyhnali odtamtud bratry Celegorma s Curufinem, kteří prchli do Nargothrondu. Maedhros a Maglor ubránili pevnost na pahorku Himring, kde se kolem nich shromáždilo mnoho přeživších. Přes Maglorovu bránu se však do východního Beleriandu proplazil drak Glaurung, který vyhnal Caranthira a jeho lid z jejich země a zničil celou krajinu mezi rameny Gelionu. Caranthir se připojil ke svému bratru Amrodovi a společně bránili Amon Ereb. Skřetům se tak nepodařilo proniknout až do Ossiriandu. S příchodem jara roku 456 stáhnul Temný pán své hlavní síly zpět do Angbandu a jeho nápor se zmenšil. I přes to, že boje v Beleriandu již nikdy zcela neutichly, se toto považuje za konec bitvy Dagor Bragollach.

## Důsledky
Fingolfin, který byl zdrcen zkázou Noldor, se rozhodl pro zoufalý krok a sám dojel až k pevnosti Temného pána, načež jej vyzval na souboj muže proti muži. V něm se mu podařilo Morgotha těžce poranit na noze, avšak nakonec jej Temný pán přemohl a zabil. Tak padl velekrál Noldor a trůn po něm převzal jeho zdrcený syn Fingon. Dva roky po bitvě obsadil Sauron Orodrethovu pevnost Minas Tirith na ostrově Tol Sirion, který poté proměnil v hrůzné místo a nazval jej Ostrov vlkodlaků. Orodreth byl nucen prchnout k Finrodovi do Nargothrondu. Morgoth slavil velký triumf, který mu kazil pouze odolávající Hithlum a fakt, že se mu nedařilo získat zprávy o skrytých městech Nargothrondu a Gondolinu. Nějaký čas po bitvě se Noldor se svými spojenci opět vzchopili a začali zatlačovat služebníky Temného pána zpátky na sever, přičemž se podařilo uzavřít Sirionský a Aglonský průsmyk, takže skřetům se nedařilo lehce pronikat do Beleriandu a království Doriath, Nargothrond a Gondolin měla ještě čas sebrat síly. Největším úspěchem Nepřítele se tak stalo zničení říší Finarfinových synů a vyhnání synů Fëanorových z jejich domovů.